# Inna Ohniwez

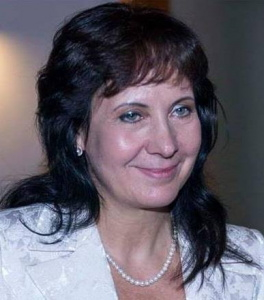
Inna Ohniwez, 2020

Inna Wassyliwna Ohniwez (* 30. August 1962 in Schowti Wody) ist eine ukrainische Juristin und Diplomatin.
Ohniwez studierte spanisch am Kiewer Staatlichen Pädagogischen Institut für Fremdsprachen und Jura an der Juristischen Fakultät der Nationalen Taras-Schewtschenko-Universität Kiew. In den diplomatischen Dienst im Außenministerium der Ukraine trat sie 1993 ein.
Ohniwez war von August 2003 bis Dezember 2005 Generalkonsul der Ukraine im slowakischen Prešov. Vom 30. Dezember 2005 bis zum 5. Februar 2010 war sie in Bratislava Außerordentliche und bevollmächtigte Botschafterin der Ukraine in der Slowakei. 2014 war sie Leiterin der Abteilung für rechtliche Unterstützung im ukrainischen Außenministerium in Kiew.
Vom 19. Oktober 2015 bis zu ihrer Entlassung im Juni 2022 war sie in Portugal als erste Frau außerordentliche und bevollmächtigte  Botschafterin in Lissabon.
Ohniwez spricht, neben ukrainisch und russisch fließend englisch, spanisch und slowakisch.